# يوهان فريدريش كلوتش
يوهان فريدريش كلوتش (1805-1860) (بالإنجليزية: Johann Friedrich Klotzsch)‏ هو عالم نبات ألماني.